# Champlevé

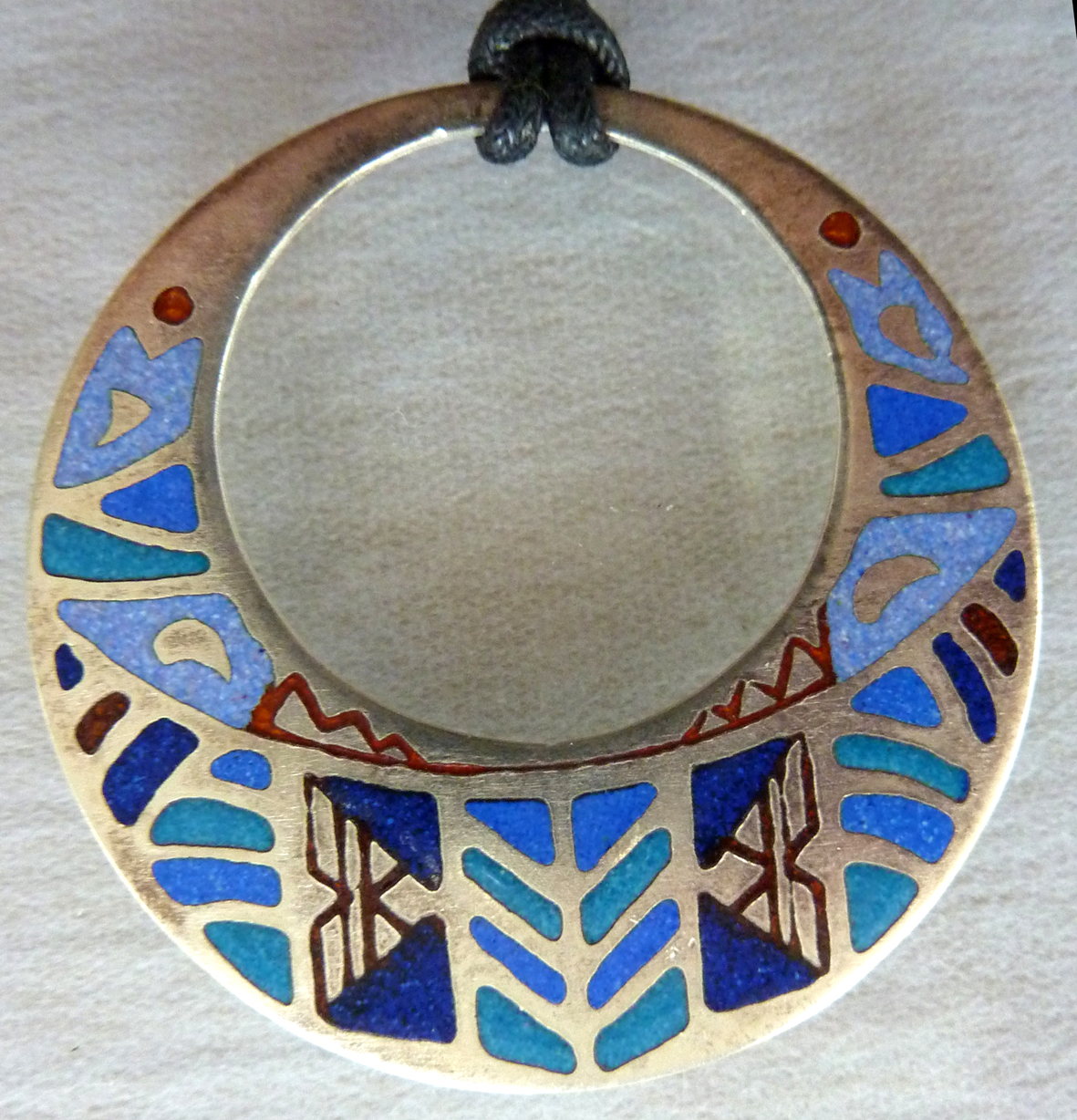
Hanger van Michèle Gilbert, koper met champlevé email, verzilverd

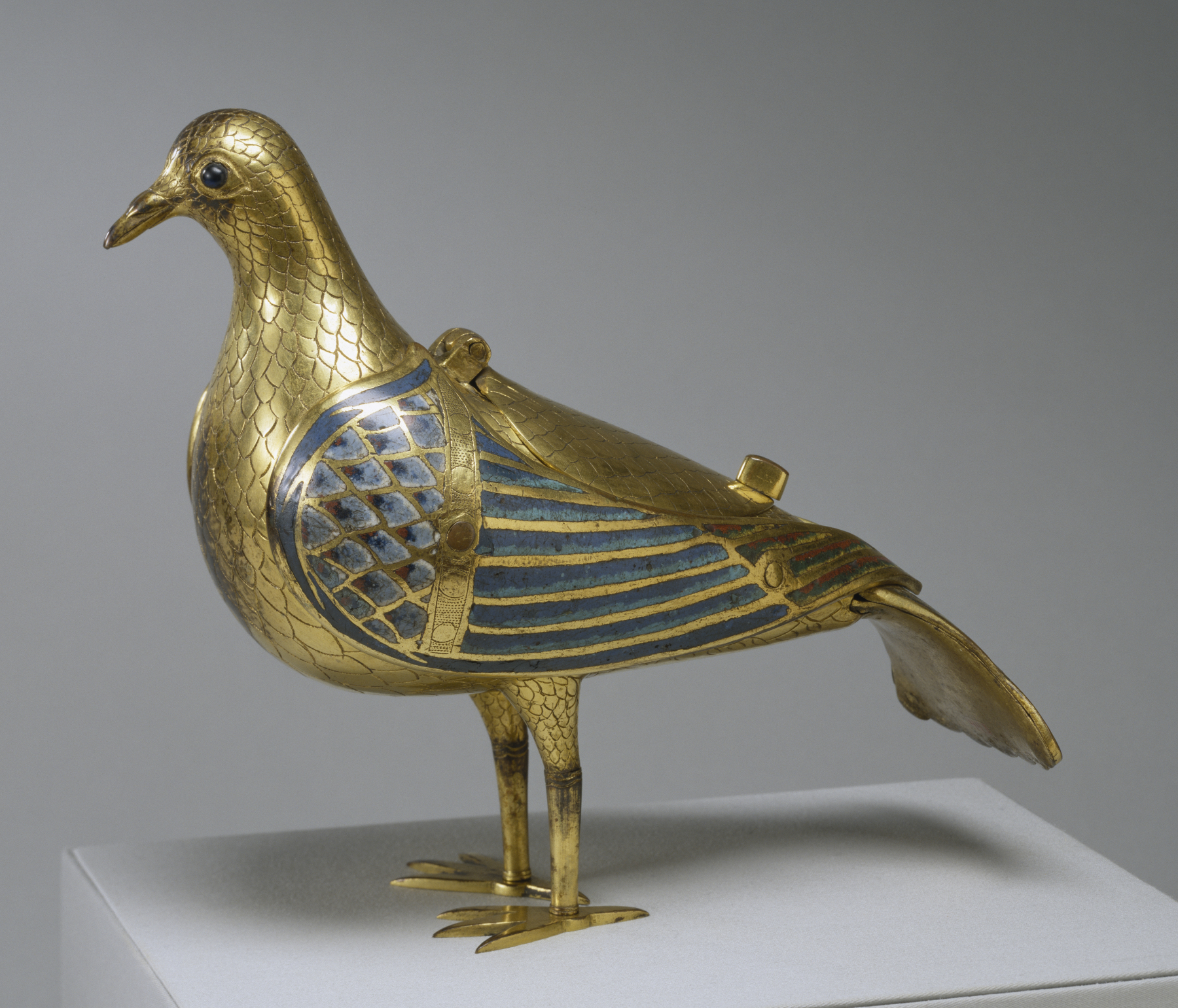
Koperen duif met champlevé email

Champlevé (letterlijk: verheven veld) is een emailleertechniek in de decoratieve kunst. 

## Werkwijze
Voor deze emailleertechniek wordt meestal een dikkere plaat van rood koper, zilver of brons gebruikt dan gewoonlijk. Met een steker of burijn (dat is een kleine, dunne, licht afgeronde speciaal voor dit doel gemaakte handzame steekbeitel) worden, volgens een vooraf gemaakte tekening, holten in de plaat gestoken. 
Ook kan met lak een tekening op een koperplaat worden gemaakt, waarna de plaat in een zuurbad wordt gelegd, zodat van de niet met lak bedekte delen een laagje koper weggeëtst wordt. De holten worden opgevuld met email. 